# Zajączków (województwo dolnośląskie)
Zajączków (niem. Haasenau) – wieś w Polsce położona w województwie dolnośląskim, w powiecie trzebnickim, w gminie Oborniki Śląskie.

## Podział administracyjny
W latach 1975–1998 miejscowość należała administracyjnie do województwa wrocławskiego.

## Położenie
Wieś sąsiaduje terytorialnie od północy z Pęgowem, od południa z Szewcami, od wschodu z Ozorowicami, od zachodu z Kotowicami, Paniowicami. Z uwagi na bliskie położenie wsi od Wrocławia, miejscowości w ostatnich czasach znacznie się rozbudowuje.

## Zajączków i film
W Zajączkowie, w 1978 roku, w obecnym Centrum Aktywności Lokalnej nagrywany był film Zmory na podstawie powieści Emila Zegadłowicza, w reżyserii Wojciecha Marczewskiego.

## Aktywność mieszkańców
W Zajączkowie w 1948 r. urodził się  Edward Łysiak, pisarz, autor m.in. 'Kresowej opowieści", opartej na wspomnieniach własnej rodziny, pochodzącej się z Rybna na Pokuciu. 
W miejscowości działa Stowarzyszenie Mieszkańców Zajączkowa "Razem". Stowarzyszenie wprowadziło m.in. wizerunek Aktywnego Zająca przyznawanego mieszkańcom. W wielu publicznych miejscach jak i prywatnych posesjach widoczna jest jego postać. Betonowe Zające są charakterystyczne dla regionu i przyciągają uwagę osób przejeżdżających przez miejscowość.